# Афанасий Цареградский
Патриа́рх Афана́сий III (в миру Алекси́й Пателла́рий, греч. Αλέξιος Πατελλάριος; в России известен как святитель Афанасий Царегра́дский (сидящий), Лу́бенский чудотво́рец либо Афанасий Ха́рьковский; 1597, Ретимнон, Крит — 5 апреля 1654, Мгарский монастырь, Лубенский полк) — Константинопольский патриарх (1634, 1635 и 1652); ранее — митрополит Фессалоникийский; участник книжной справы, предпринятой патриархом Московским Никоном в 1653 году.
Святой Русской церкви; память — 2 (15) мая, в день памяти соимённого ему Афанасия Великого и в Соборе Афонских преподобных (второе воскресенье по Пятидесятнице).

## Биография
Происходил из знатного рода, связанного с династией Палеологов. До 26 лет жил на Крите в монастыре Аркади, бывшем под властью венецианцев; получил образование в монастыре Аркадиу.
В 1631 году был рукоположён в митрополита Фессалоникийского; пользовался покровительством своего земляка патриарха Кирилла Лукариса.
В начале 1634 года в Фанаре вновь (в третий раз) сформировалась принципиальная оппозиция патриарху Кириллу Лукарису в связи с публикацией в марте 1629 года его Исповедания веры, которое в ряде положений выражало кальвинистские богословские воззрения. Для смещения Лукариса, которого поддерживали посольства протестантских держав в Константинополе (прежде всего Голландии), недовольным митрополитам необходимо было выдвинуть кандидата, приемлемого для католических держав; таким претендентом стал Афанасий, который заплатил султану наличными 60 тысяч талеров, в основном предоставленных французским посольством, для снятия Лукариса и своего назначения. В феврале 1634 года Афанасий был избран на патриарший престол и настолован 25 марта.
Уже чрез несколько дней уступил престол возвратившемуся из ссылки Кириллу Лукарису, потому что голландское посольство сумело выплатить Порте 70 тысяч талеров за восстановление (четвёртое) на престоле Лукариса.
По своём вторичном низложении в 1635 году Афанасий уехал в Италию, жил в Анконе и Венеции (храмы в них принадлежали Константинопольской церкви; а Венеция была самостоятельной республикой вплоть до XVIII столетия); папа Римский предложил стать кардиналом, но, согласно Стивену Рансимэну, был признан несостоятельным (по православным источникам: святитель сам отказался от этой должности, вовсе не намереваясь уходить из Православия).
Подвизался на Афоне в устроенной им келлии (монастыре без статуса), где впоследствии (1849) возник русский Андреевский скит, святынею которого была личная икона патриарха, по-русски именуемая «В скорбех и печалех Утешение» (празднование 19 ноября).
Летом 1652 года в третий раз занял престол на несколько дней.
8 октября 1652 года навсегда покинул Константинополь, посетил господаря Василия Лупу, Богдана Хмельницкого в Чигирине; 22 апреля 1653 года был принят в Москве царём Алексеем Михайловичем.
В Москве по просьбе патриарха Никона написал «Чин архиерейского совершения литургии на Востоке», который лёг в основу московского исправленного печатного «Чиновника архиерейского служения», используемого Русской православной церковью и ныне. Подал царю «тетрадь», в которой излагал главную цель своего приезда в Москву: побудить царя в союзе с Молдавией и Запорожским войском начать войну с турками, по разгроме которых царь должен был занять престол ромейских императоров, а патриарх Московский — вселенскую кафедру.
В конце декабря 1653 года выехал из Москвы в Молдавию, дабы прибыть в Николаевский монастырь в Галаце. По дороге гостил у Богдана Хмельницкого.
В феврале 1654 года остался в Мгарском монастыре близ Лубен, где в среду на Фоминой седмице, 5 апреля, преставился.
Был погребён сидящим на троне под амвоном Преображенского храма монастыря.

## История почитания
1 февраля 1662 года, в присутствии посетившего Лубенский монастырь митрополита Газского Паисия Лигарида (который, по его словам, видел Афанасия в сонном видении), состоялось обретение мощей святителя.
В 1672 году царь направил подьячего М. Савина для проведения расследования о бывающих от мощей чудотворениях.
В XVIII веке в Лубенском монастыре хранились рукописные житие святителя и канон.
В 1818 году епископ Полтавский Мефодий (Пишнячевский) ходатайствовал пред Святейшим синодом о канонизации Афанасия; ходатайство было отклонено. Однако почитание святителя и запись происходивших от его мощей чудес продолжались.
В 1860-х годах Андрей Муравьёв составил новое житие Афанасия с указанием чудес, совершавшихся при его мощах.
История канонизации не вполне ясна, но официальное почитание было принято в Российской церкви в конце XIX века после работ Евгения Голубинского, который доказал, что почитание было впервые установлено между 1672 и 1676 годом митрополитом Киевским (Константинопольский патриархат) Иосифом (Нелюбовичем-Тукальским).
В 1922 году собор, включая серебряный трон святителя, был разграблен; в 1930-е годы мощи святителя были перенесены в Харьков; в 1947 году — в Благовещенский собор города.